# Park Krajobrazowy Stromberg-Heuchelberg
Park Krajobrazowy Stromberg-Heuchelberg (niem. Naturpark Stromberg-Heuchelberg) – obszar chronionego krajobrazu (niem. Naturpark) w Niemczech, w kraju związkowym Badenia-Wirtembergia.

## Geografia
Park ma powierzchnię 408 km² (przedostatni pod względem wielkości park w Badenii-Wirtembergii), na jego obszarze znajduje się 25 miast i gmin, z czego najwięcej leży w gminie Sachsenheim. Na terenie parku leży m.in. miasto Maulbronn z opactwem Maulbronn, wpisanym na listę dziedzictwa kulturowego UNESCO. Kształt granic parku przypomina dłoń z pięcioma palcami, co wykorzystano przy tworzeniu logo parku. Nazwa parku pochodzi od wzgórz Stromberg i Heuchelberg. 1/3 parku stanowi obszar Natura 2000.

## Przyroda
Lesistość parku wynosi 41% i jest najniższa spośród wszystkich parków krajobrazowych w Badenii-Wirtembergii. Cztery główne dominanty krajobrazowe to: lasy, łąki, winnice i woda.
Z fauny parku najcenniejszym gatunkiem jest żbik europejski, którego występowanie udokumentowano od 2011 roku.  Inne cenne gatunki zwierząt parku to duża populacja dzięciołów, kumak górski i nocek duży. Wybrane gatunki flory parku to m.in.: jarząb domowy, jarząb brekinia, dyptam jesionolistny. 

## Historia
Park został założony w 1980 roku, ceremonia otwarcia odbyła się w Maulbronn. Jego powstaniu towarzyszyły obawy lokalnych władz związane z ograniczeniem swobody planistycznej. Początkowe działania były skupione na budowie infrastruktury turystycznej i utworzeniu dwóch szlaków turystycznych: Eppinger-Linien-Weg i Szlaku Waldensów. Później utworzono m.in. Centrum Parku.
Do 2022 roku park skorzystał z 500 rządowych projektów o łącznej wartości ponad 11 mln euro. W 2021 roku zorganizowano maraton turystyczny Eppinger-Linien-Wandermarathon, w którym uczestniczyło około 600 osób. W 2021 roku otwarto WildkräuterWelt – ogród z 120 gatunkami rodzimych bylin, z czego niektóre znajdują się w Czerwonej księdze gatunków zagrożonych. WildkatzenWelt (pol. Świat Żbików) informuje o zwierzętach żyjących w parku, a plac zabaw jest zorganizowany w taki sposób, aby użytkownik mógł poczuć się jak żbik. Z inicjatywy winiarzy w 2019 roku otwarto Weitblickweg Hohenhaslach – ścieżkę refleksyjno-medytacyjną z dziełami sztuki na każdej ze stacji pomiędzy winnicami, którą zaprojektował Martin Burchard z Tybingi. 
Siedziba parku znajduje się w Zaberfeldzie, załoga parku liczy 5 pełnych etatów w przeliczeniu na pełny wymiar czasu pracy. Dyrektorem parku jest leśniczy Dietmar Gretter (stan na 2022 rok). Załoga obejmuje m.in. przewodników turystycznych. Szlaki turystyczne parku liczą 960 km, a drogi dla rowerów górskich mają łączną długość 250 km. 

## Galeria

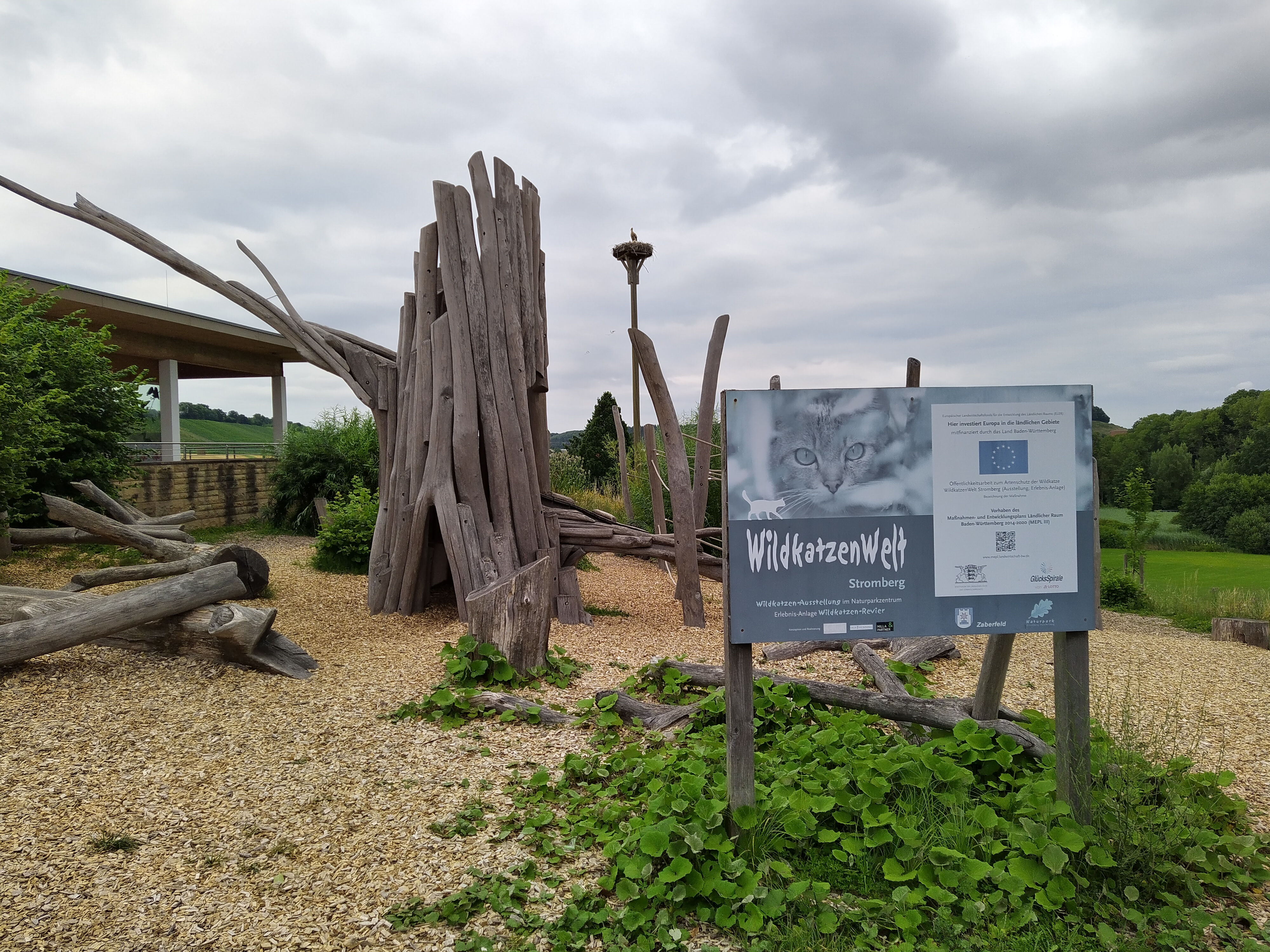
WildkatzenWelt w Zaberfeld
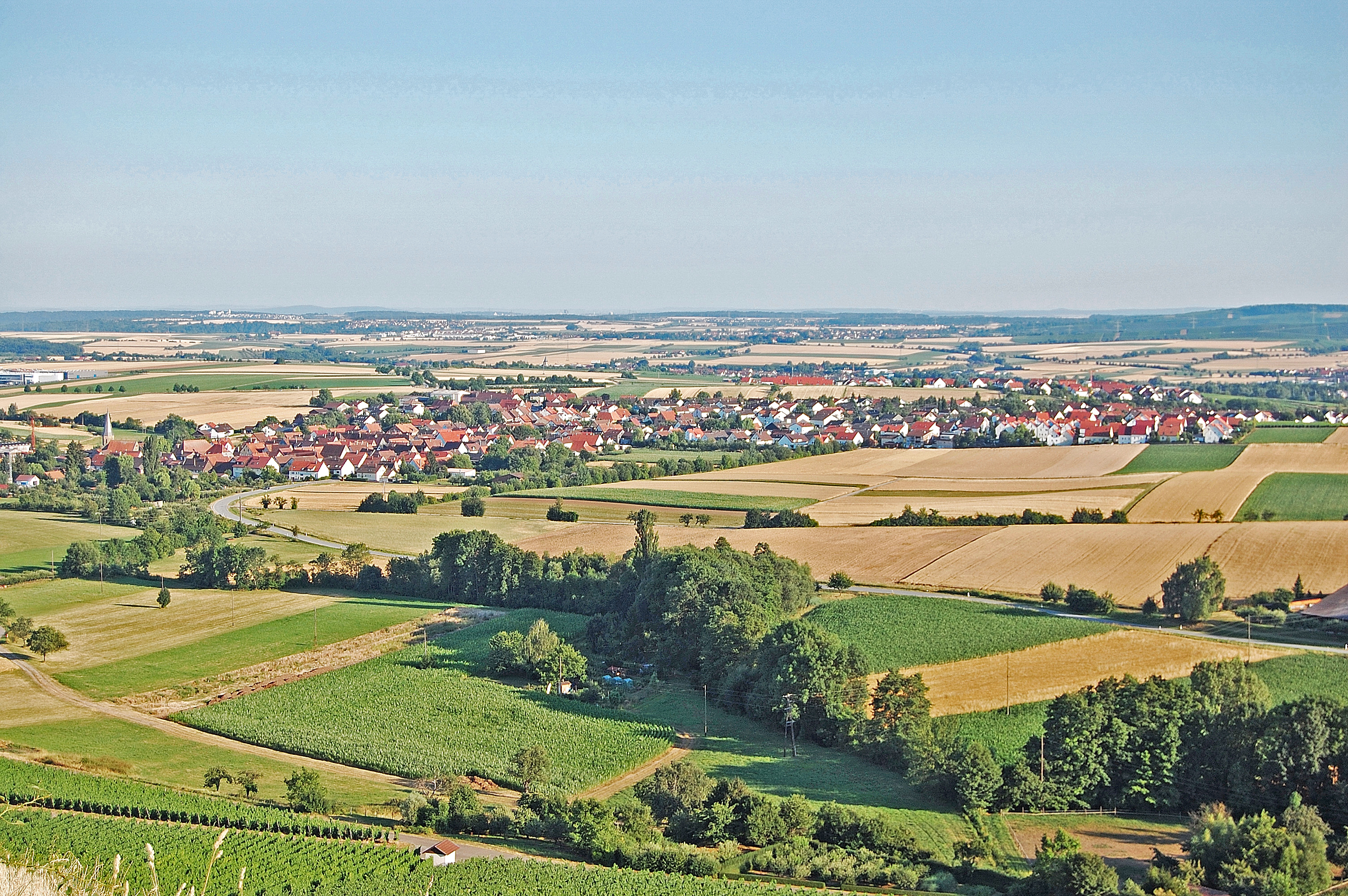
Dürrenzimmern
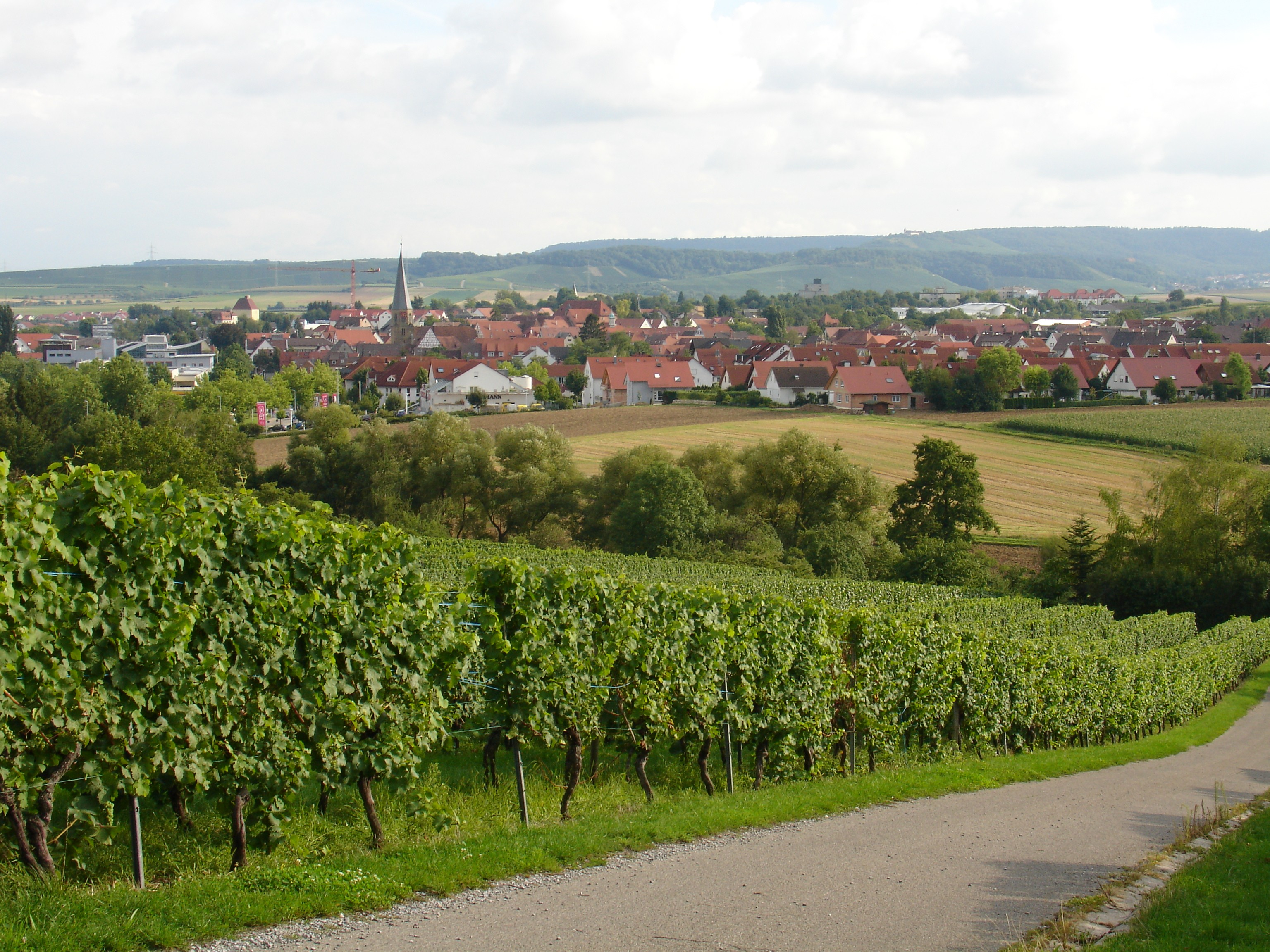
Brackenheim
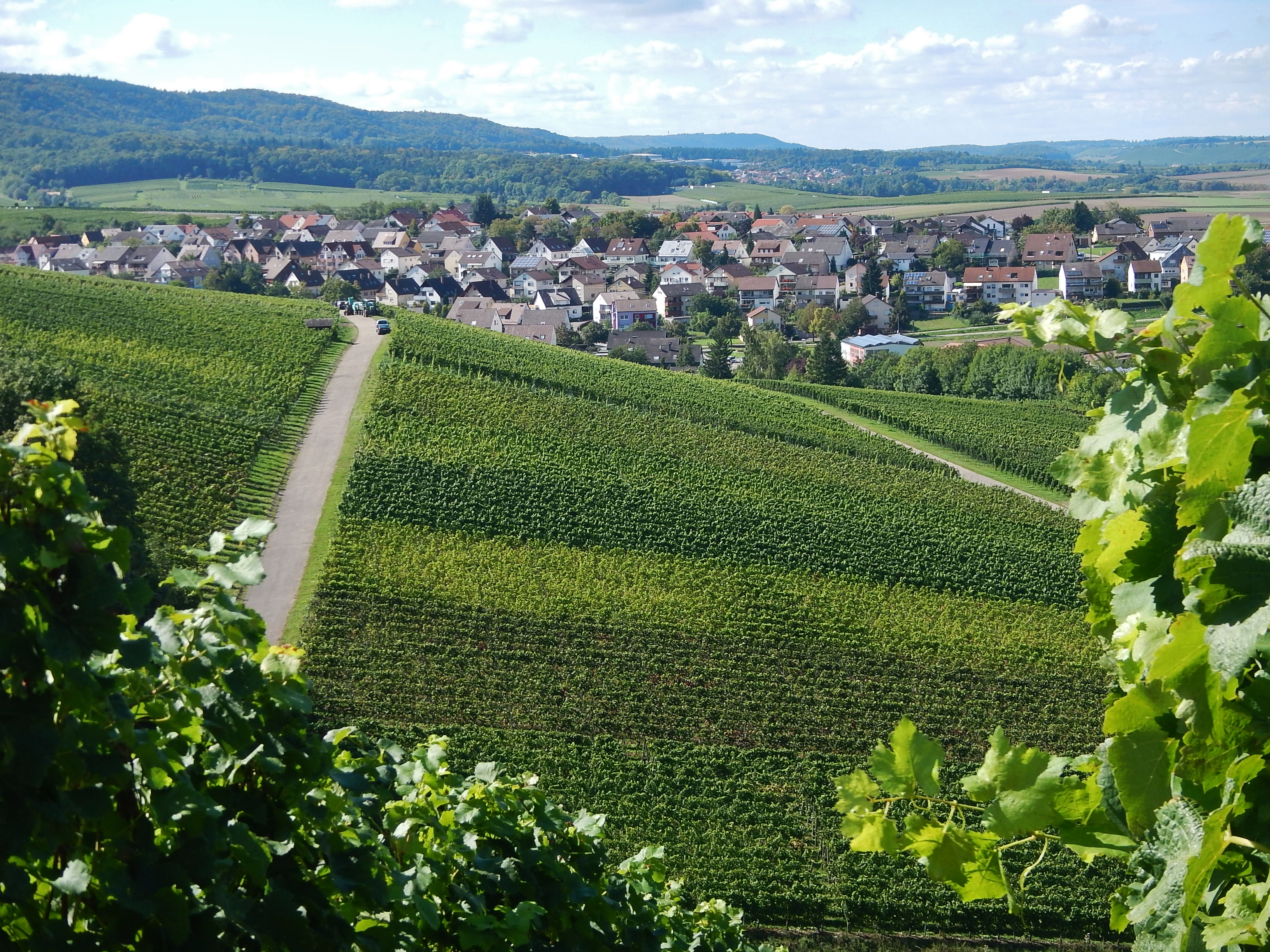
Winnice w Cleebronn
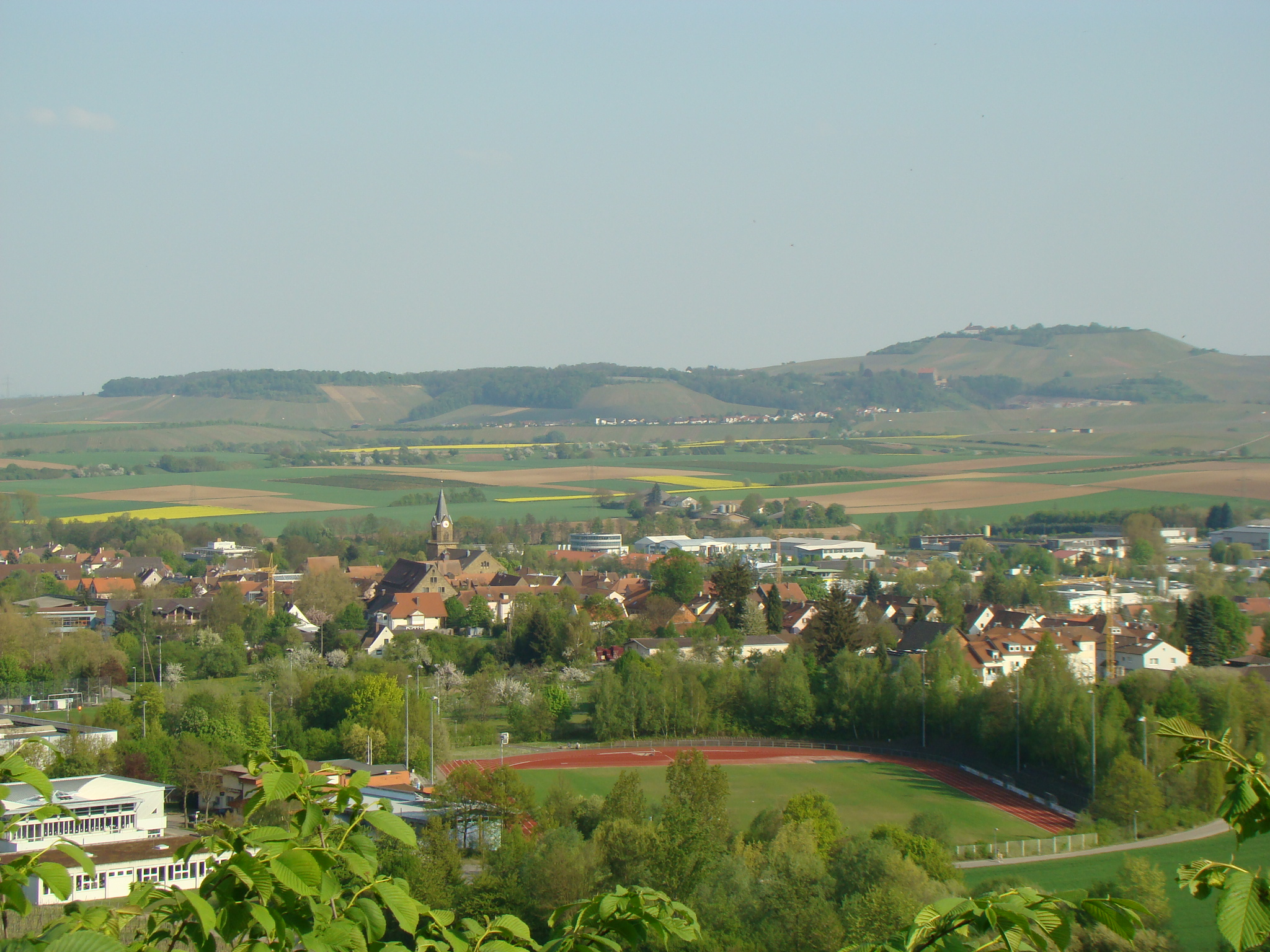
Güglingen
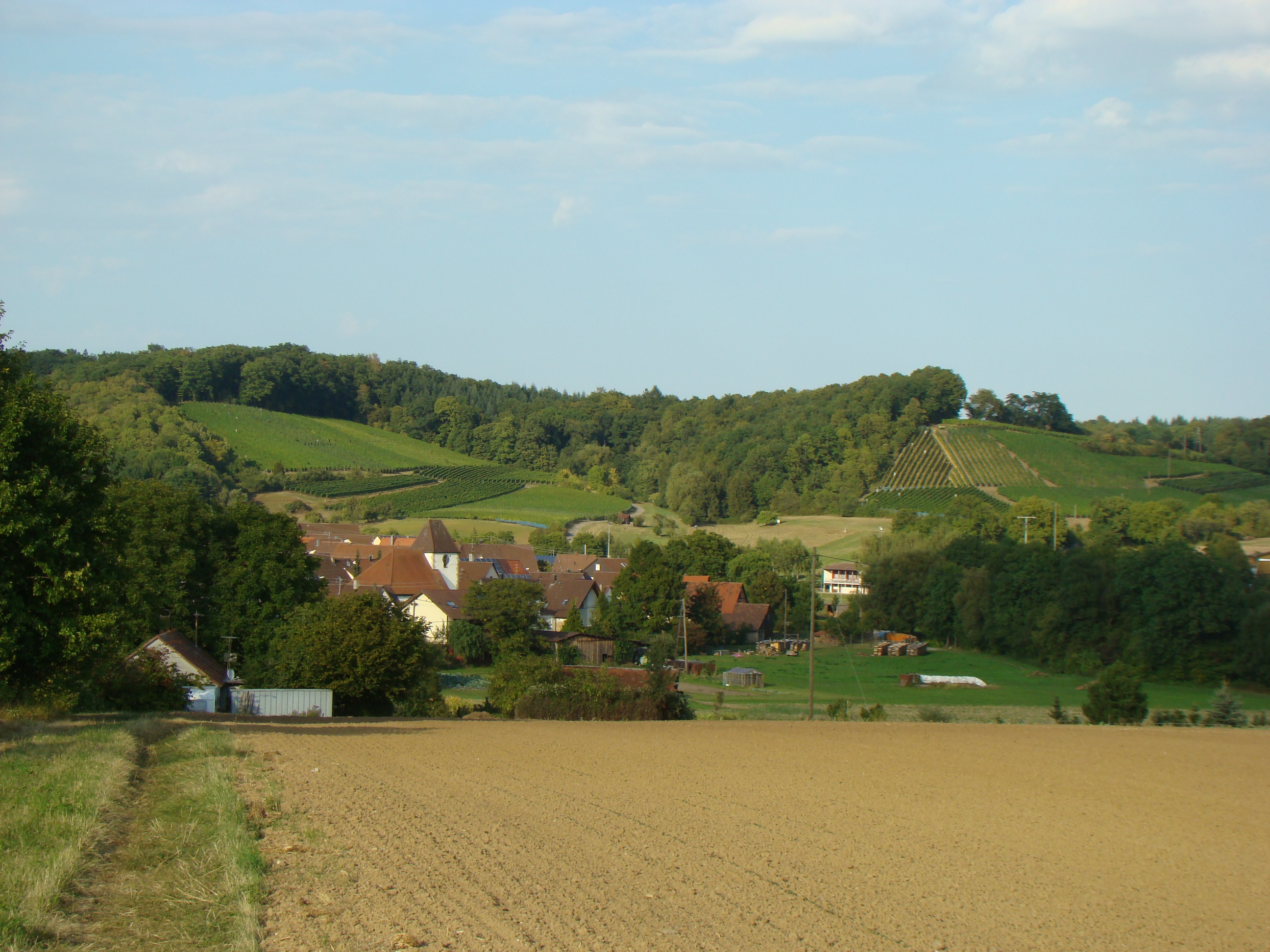
Michelbach am Heuchelberg
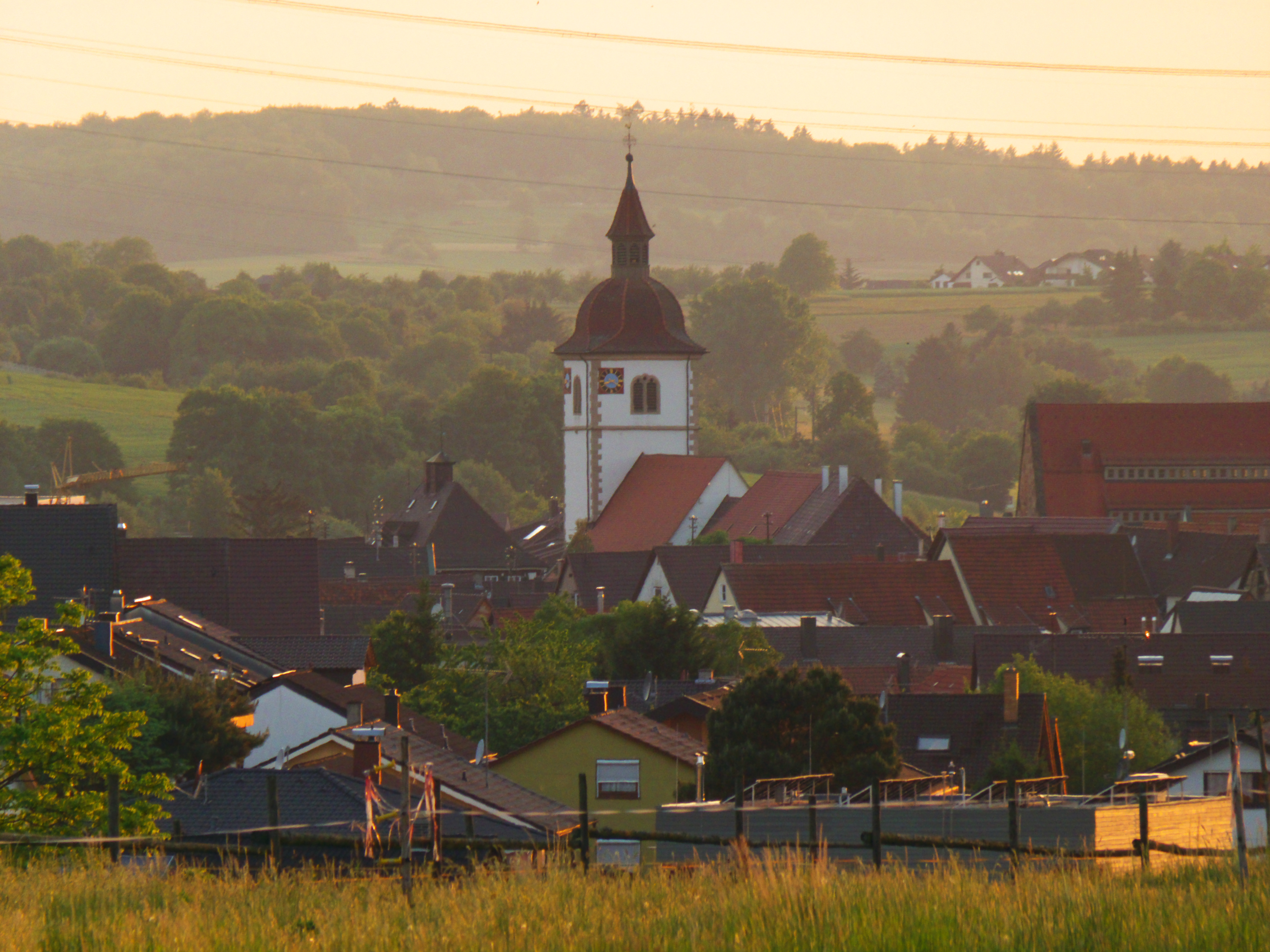
Knittlingen
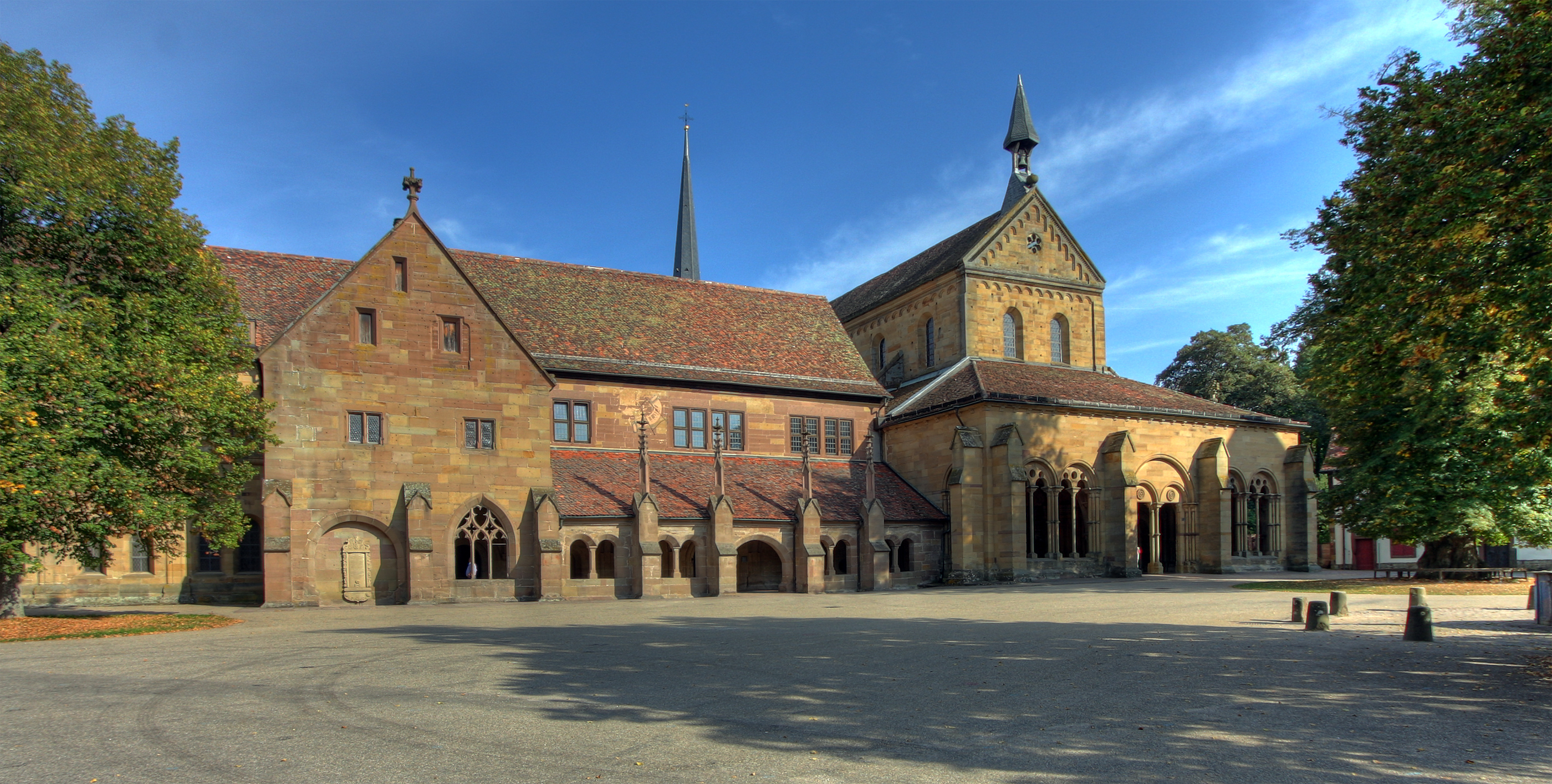
Opactwo Maulbronn
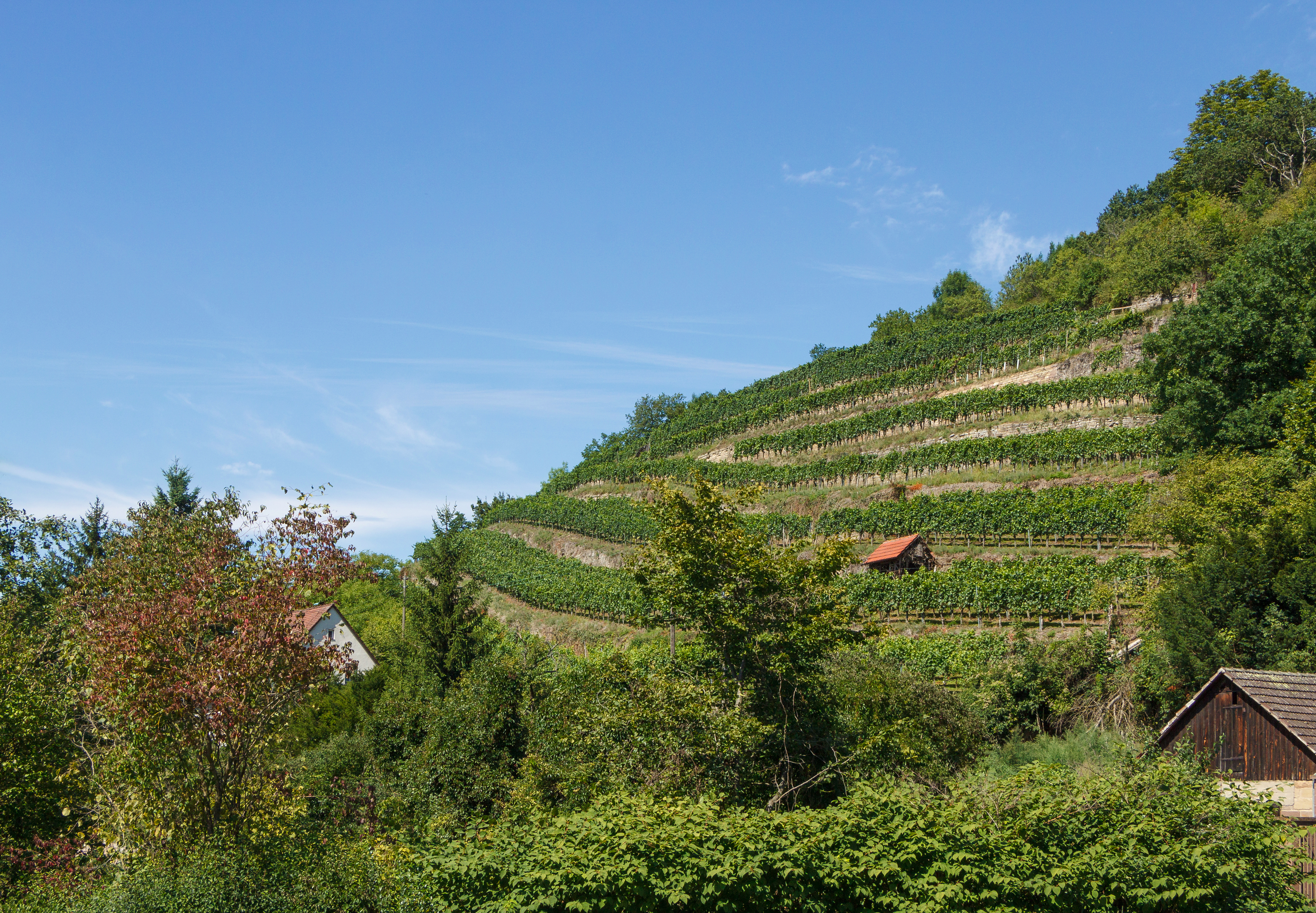
Winnica w Maulbronn
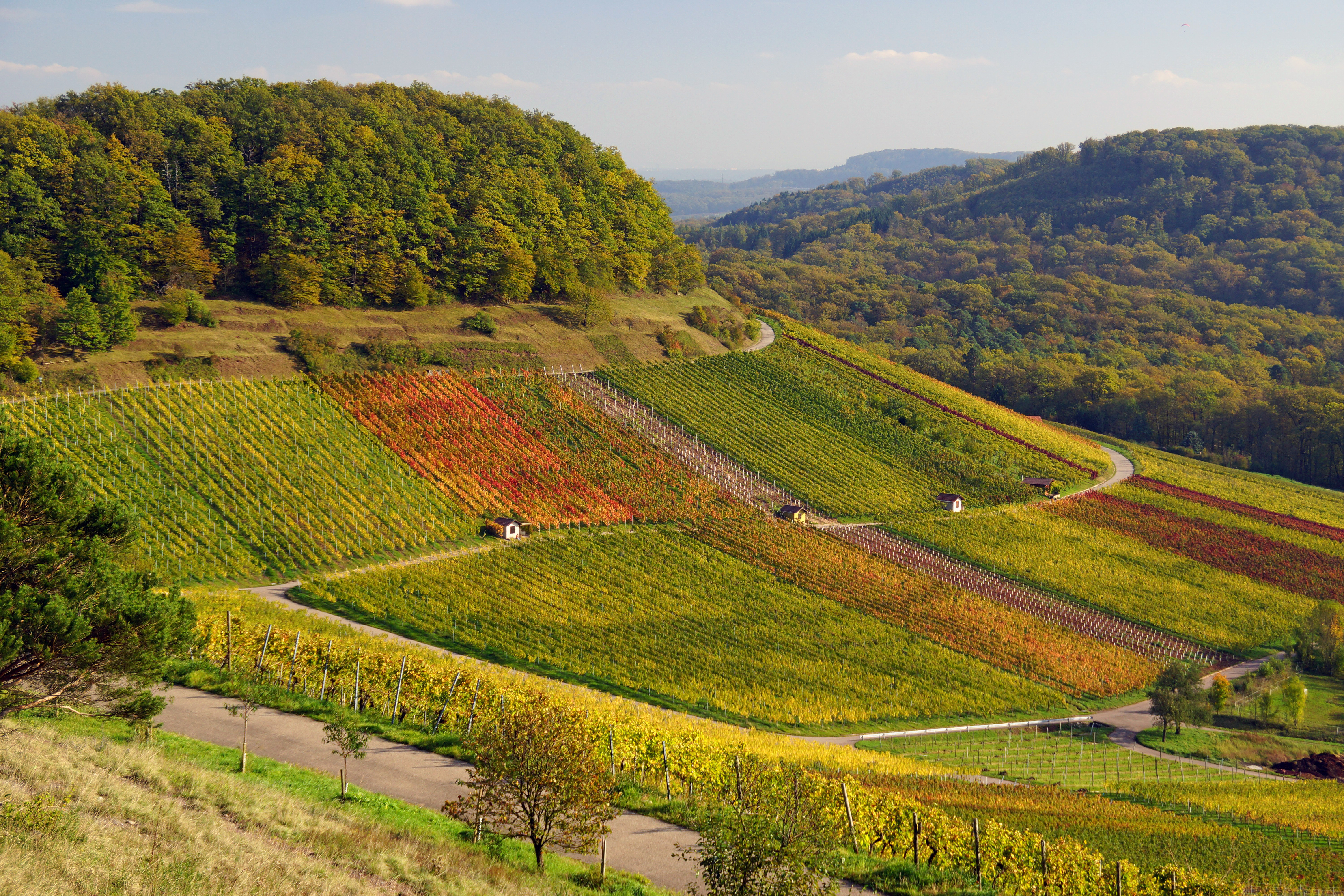
Winnica w Diefenbach
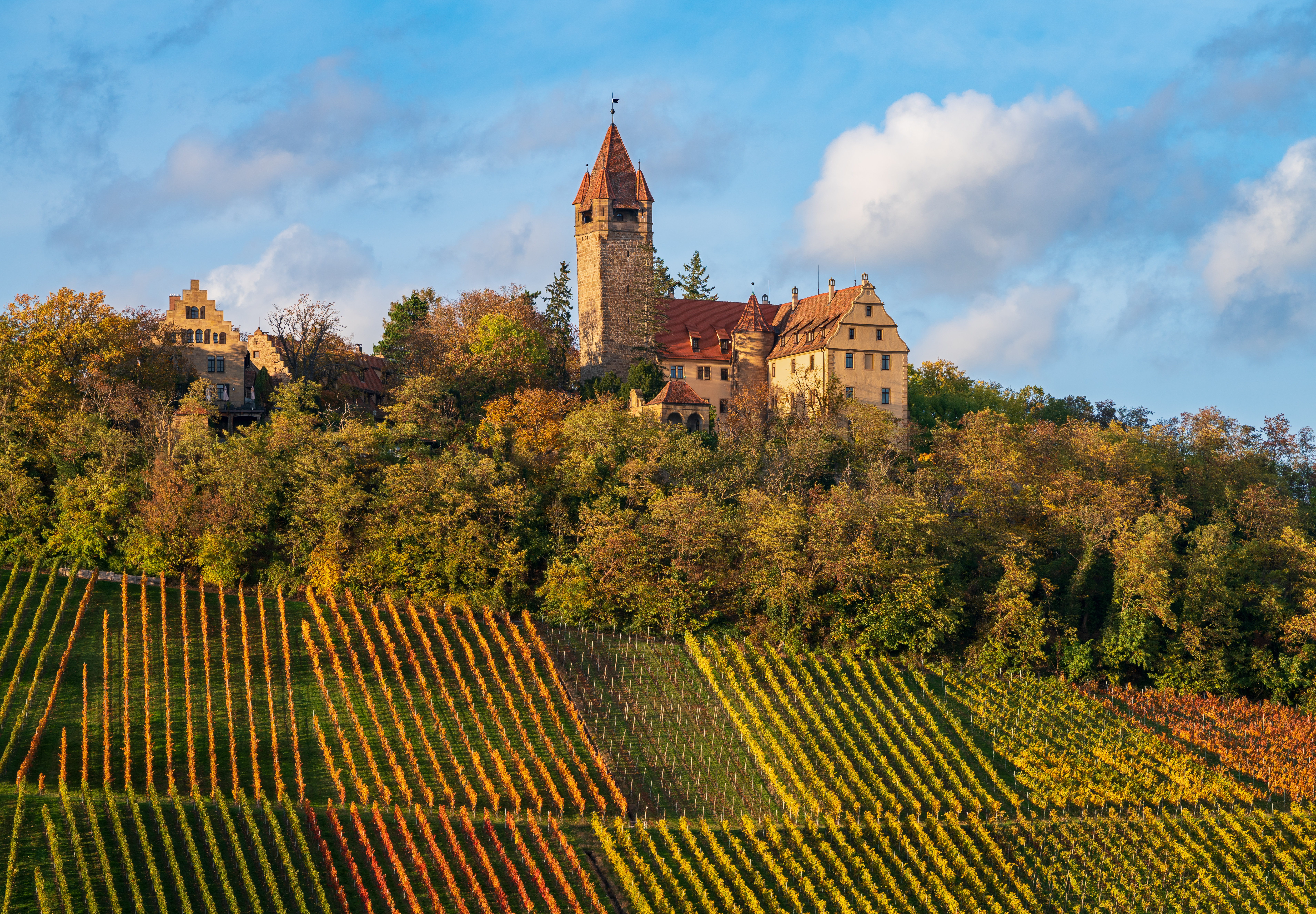
Zamek Stocksberg
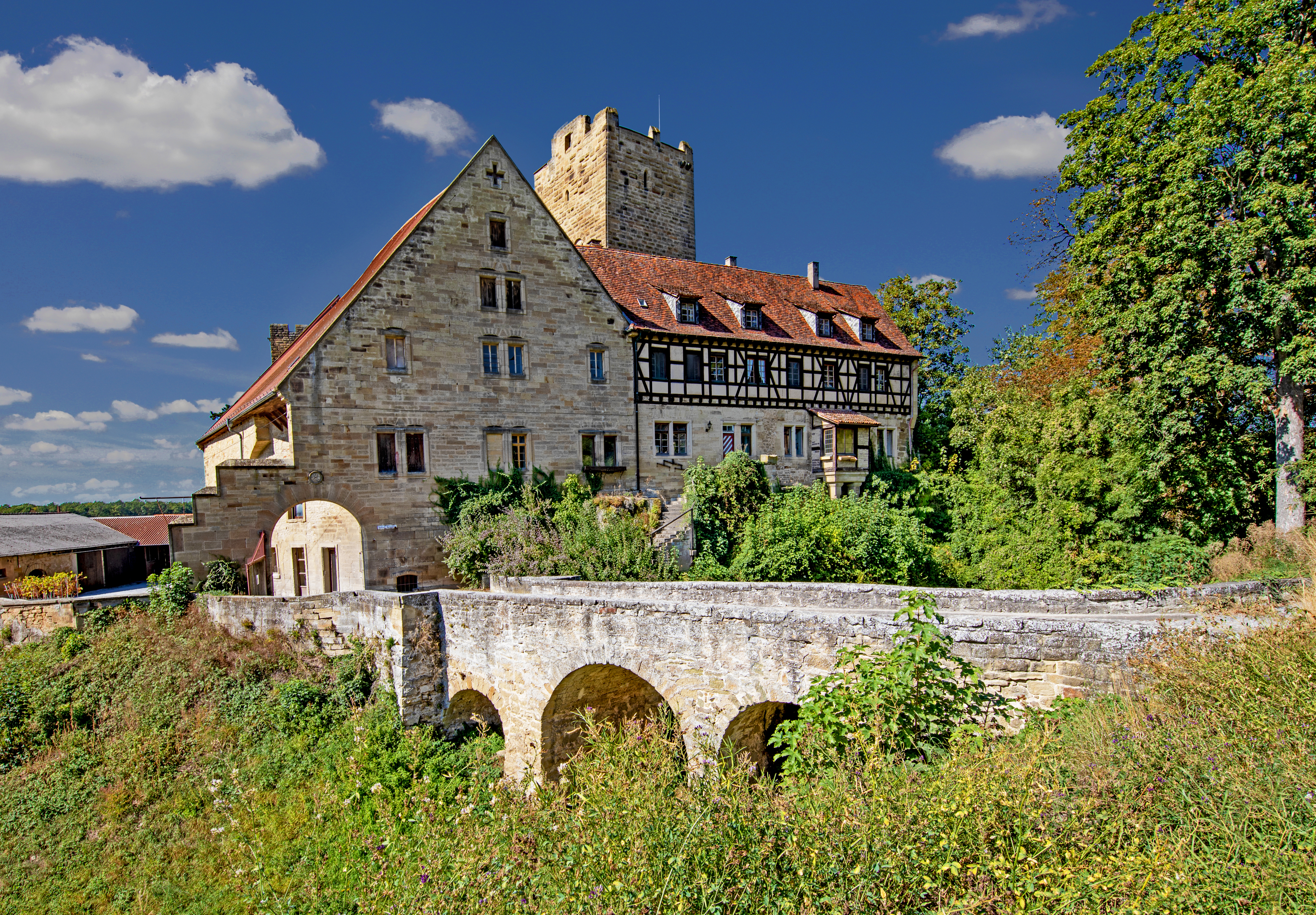
Zamek Neipperg
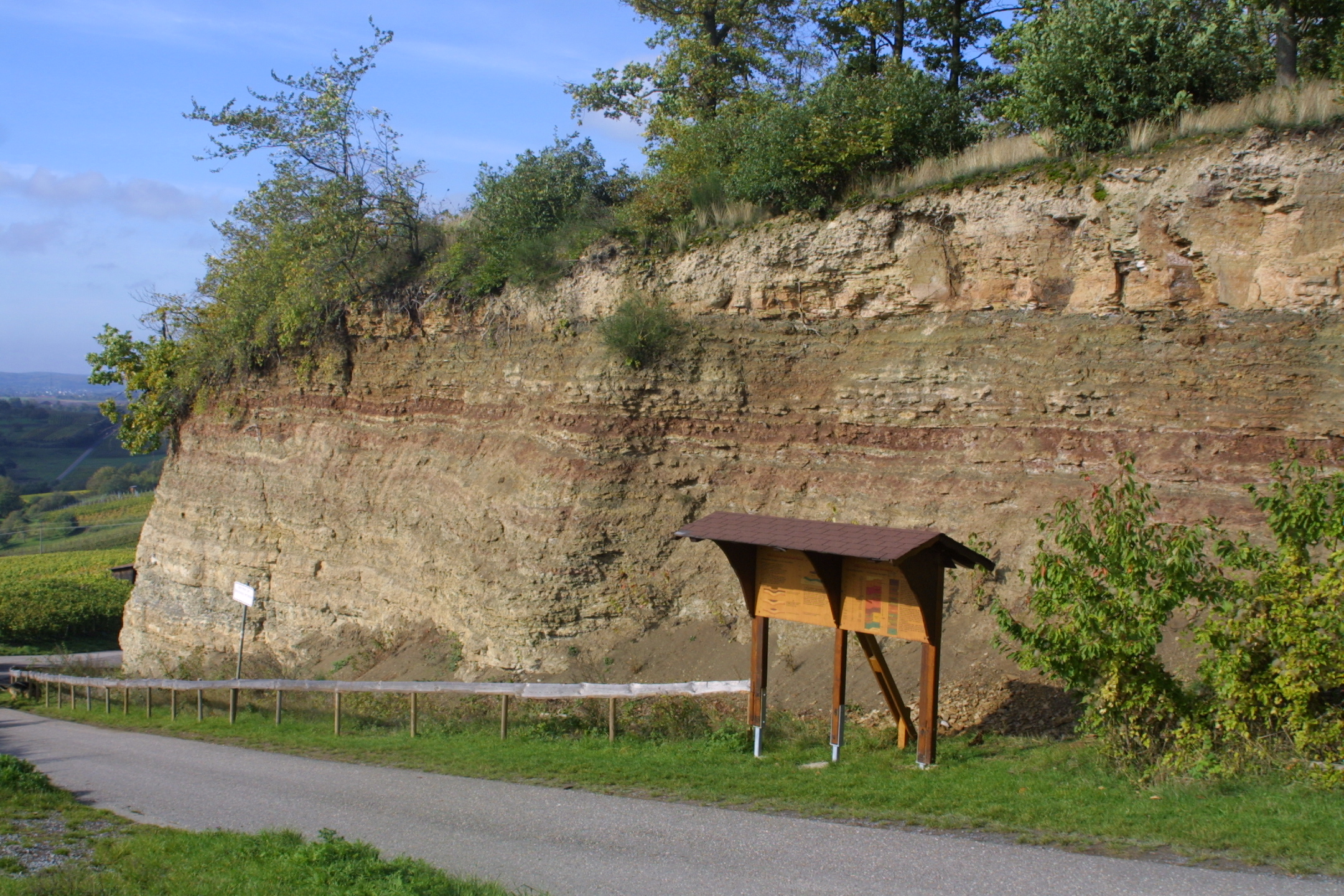
Wychodnia piaskowca trzcinowego koło Oberderdingen
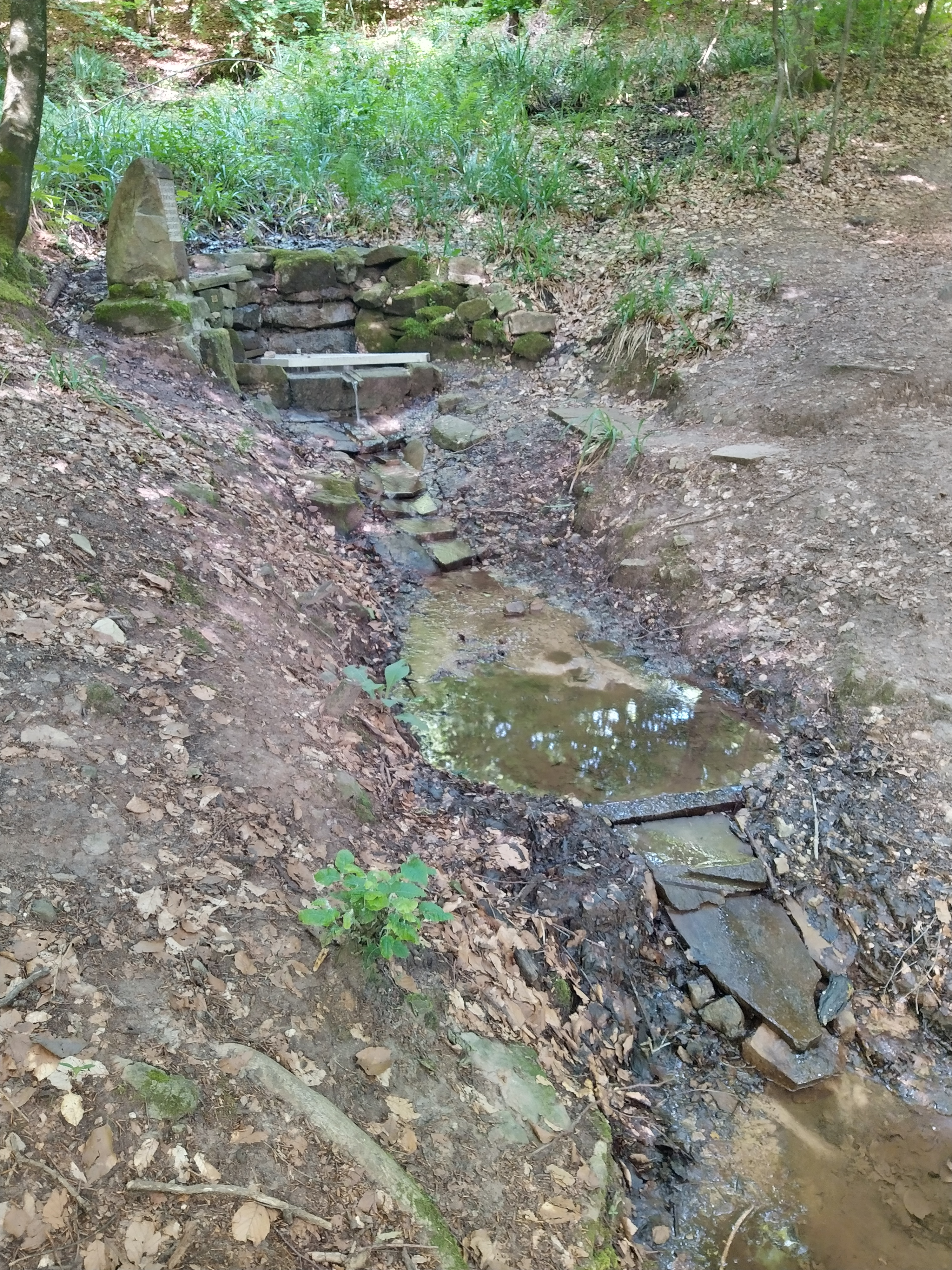
Źródło rzeki Zaber
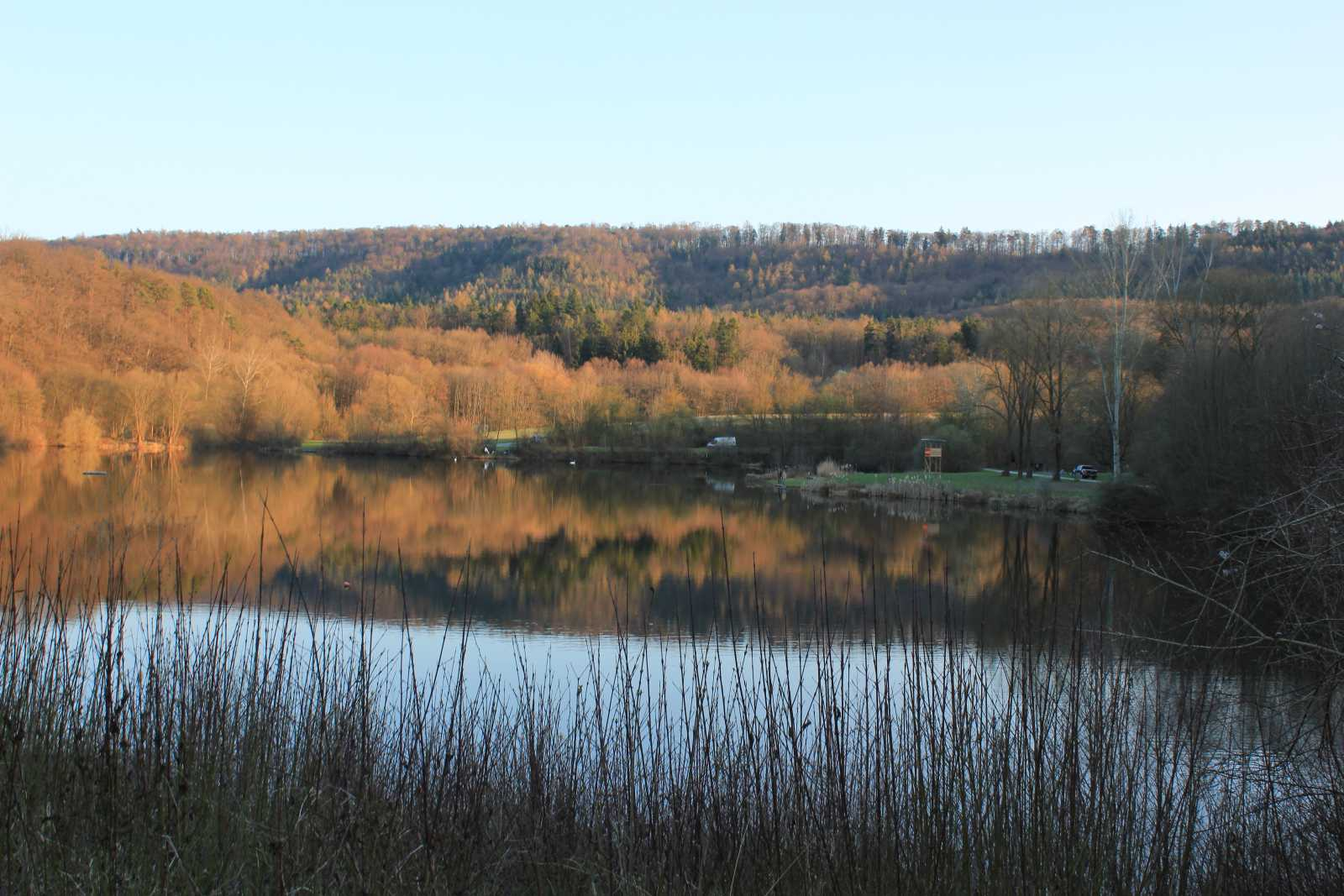
Zbiornik zaporowy Katzenbach
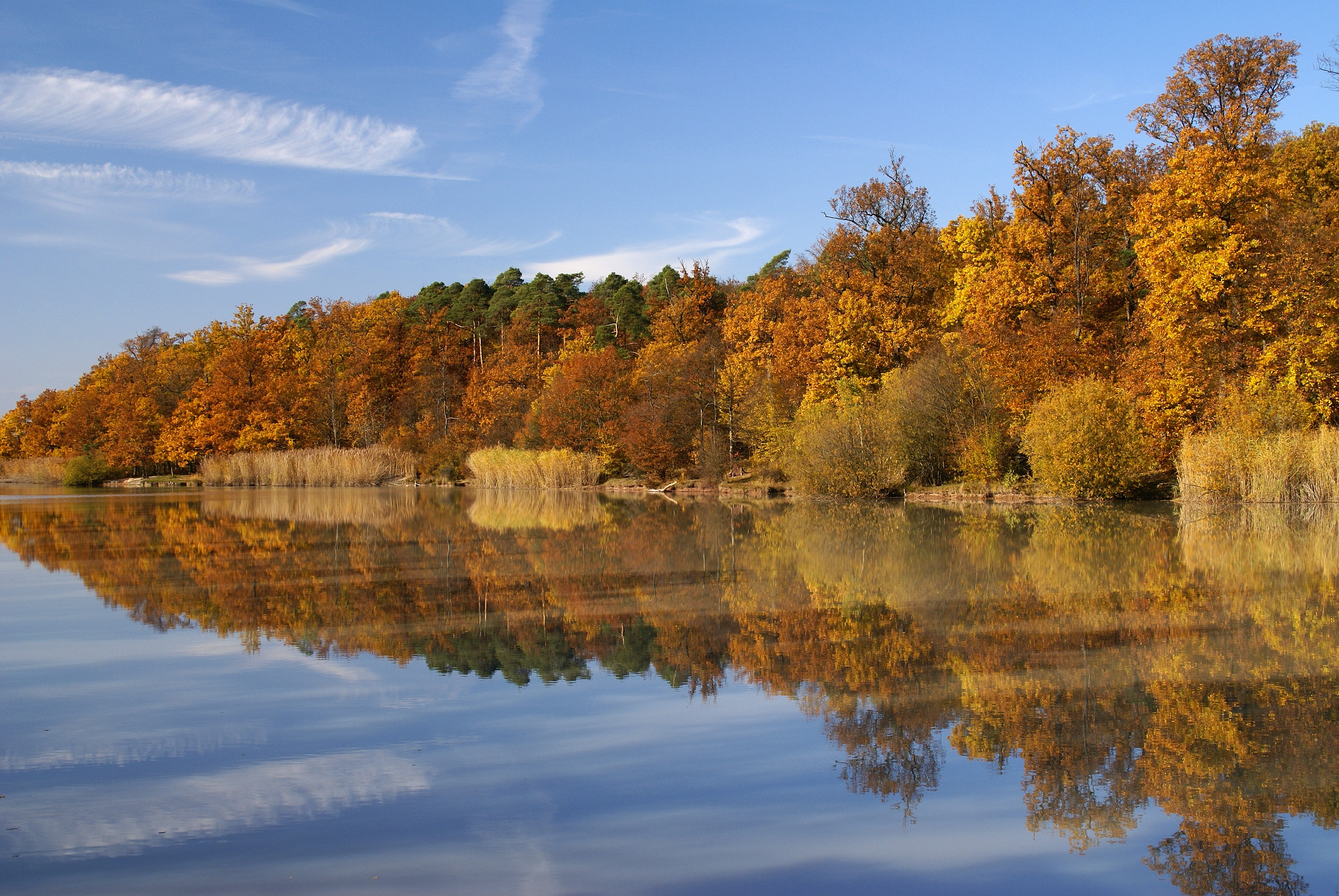
Jezioro Heiligenbergsee